# 喬治·丘奇
喬治·麥克唐納·丘奇（英語：George McDonald Church，1954年8月28日—)，美國基因工程學家、分子工程學家與化學家。截至2015年，他是哈佛大學羅伯特·溫斯羅普基因學講座教授、哈佛大學和麻省理工學院健康科學與科技教授以及哈佛大學韋斯研究所生物工程部門的創辦者。 2017年3月，丘奇教授成為原子科學家公報的成員之一。

## 教育背景與早年生活
1954年8月28日，喬治·丘奇出生於佛羅里達坦帕市附近的麥克迪爾空軍基地，在附近的清水市長大。 1968年到1972年，在麻州安多弗市的預備高中菲利浦學院就讀。 高中畢業後，他前往杜克大學就讀，兩年內就取得了動物學和化學的學士學位。

1973年秋天，喬治·丘奇成為研究人員，與杜克大學生物學科助教金成鎬合作，展開他的研究生涯。兩人在一個美國國家衛生基金會，開設給杜克大學碩士的一個生化學專案中，合作了一年。 彼得米勒在《國家地理》系列中，撰寫了創新者專題，專題中提到：
“身為一個在杜克大學的碩士生...，他使用X射線晶體學研究轉運核糖核酸的立體結構。這將是極具開創性的研究，喬治丘奇一週花了將近一百個小時待在實驗室中，甚至忽視了（1975年秋天的）其他課程。”
但最终，丘奇對於杜克大學碩士學程的安排没有任何怨言，1976年1月，他退出了杜克大學的碩士學位學程。杜克大學鼓勵他，不管發生甚麼問題，即便在取得碩士學位上並未成功，這並不能影響他追求研究生涯的成功。 喬治·丘奇後來以第一作者的身分，將專案研究結果出版於Proceedings Report 上，建立了一個初期的模型，來解釋雙螺旋DNA的次溝槽(minor groove)和β轉折蛋白在分子層級的交互反應機制。
1977年，喬治·丘奇前往哈佛大學沃特·吉爾伯特的實驗室，繼續研究生涯，並取得生化與分子生物學的博士學位，研究目標是酵母菌粒線體的內含子和老鼠免疫球蛋白基因上的可動遺傳因子(1984)。

## 學術生涯
1984年，在完成他的博士學位後，喬治·丘奇在位於美國麻塞諸塞州的生物科技公司Biogen待了半年。Biogen是哈佛大學沃特·吉爾伯特在業界成立的生技公司。 很快地，這樣的模式便被在生命科學研究基金會從事博士後研究，三籓市加州大學的盖尔·R·马丁複製。 蓋爾·R·馬丁也同時是國家科學院的成員，發現萃取出老鼠幹細胞的方法。
1986年，喬治·丘奇成為哈佛醫學院的助理教授。在他之後的學術生涯中，他成為了哈佛大學羅伯特·溫斯羅普基因學講座教授，也擔任哈佛大學和麻省理工學院醫工與科學研究院教授，試圖發展出一種特別的合作關係，整合科學、醫學和工程學來解決人類健康的問題。 他也是哈佛大學韋斯研究所生物工程部門的創辦者擔任這些學術職位時，截自2014年5月，他已經共同執筆過330篇以上的發表，擁有60個專利，並出了一本科普書。
喬治·丘奇也擔任由美國能源部，協助成立多年的哈佛生質能源中心、以及由國家衛生研究院國家人類基因體研究中心贊助的哈佛基因學卓越研究中心主任。